# MemoQ
memoQ désigne une suite logicielle d’outil de traduction assistée par ordinateur qui s’exécute sur les systèmes d’exploitation de Microsoft Windows. L’éditeur hongrois de logiciels Kilgray Fordítástechnológiai Kft. (Kilgray Translation Technologies), fournisseur d’outils d’aide à la traduction créé en 2004 et cité parmi les entreprises du secteur des technologies de la traduction dont la croissance a été la plus rapide en 2012 et en 2013, développe ce logiciel. memoQ intègre les éléments suivants : mémoire de traduction, terminologie, traduction automatique et la gestion des informations de référence en local, sur client/serveur et sur les environnements d’applications web.

## Histoire
memoQ,,,, outil de traduction sorti à l’origine en 2006, est le premier logiciel créé par Kilgray Translation Technologies, entreprise fondée en Hongrie par trois spécialistes du langage : Balázs Kis, István Lengyel et Gábor Ugray. Le nom de l’entreprise provient des noms de chacun des fondateurs. Depuis son lancement sur le marché, le logiciel est de plus en plus plébiscité ,,, et compte désormais parmi les outils de TAO les plus utilisés dans le secteur de la traduction (le logiciel a obtenu la deuxième place dans une étude de juin 2010, menée auprès de 458 traducteurs en activité, sur les outils de traduction les plus utilisés), avec SDL Trados, Déjà Vu, OmegaT et d’autres. Aujourd’hui, il est disponible en local[Quoi ?] pour les traducteurs (édition Translator Pro) et les chefs de projets (édition Project Manager) ainsi qu’en application sur serveur offrant une intégration des versions en local et une interface de navigateur web. Il existe actuellement en ligne plusieurs forums actifs, sur lesquels les utilisateurs se conseillent et s’entraident par rapport aux fonctionnalités du logiciel, ainsi que de nombreux tutoriels créés par des utilisateurs actifs et des professionnels,.
Avant d’être un succès commercial, memoQ (version 2.0) fut distribué en tant que carticiel.

## Configuration
Les éditions actuelles (point de référence : 2013) de memoQ contiennent les modules principaux suivants :
Statistiques de fichierCompte de mots et comparaisons avec les données des mémoires de traduction, répétitions et similarités du contenu interne et fréquence des balises de formatage. memoQ fut le premier outil de traduction à permettre la pondération des balises de formatage dans ses statistiques pour permettre de prendre en compte, dans le planning, le temps nécessaire au traducteur pour les placer correctement dans les documents traduits. Autre innovation développée pour ce module : l’analyse de l’homogénéité d’un fichier afin d’identifier les répétitions et similarités internes dans un même fichier ou dans un groupe de fichiers, celles-ci pouvant avoir un impact sur l’effort et le temps consacrés à la traduction. Auparavant, de telles similarités n’étaient identifiées que sous la forme de répétitions de mêmes segments de texte ou mêmes unités de traduction des mémoires de traduction de projets précédents.
Grille de traduction de fichierUne grille en colonnes (l’une pour le langage source, l’autre pour le langage cible) servant à traduire un texte, avec d’autres volets d’informations tels qu’un volet d’aperçu et un volet de mise en surbrillance des différences constatées avec des informations similaires trouvées dans les références et avec les correspondances trouvées dans les mémoires de traduction, dans les fichiers de référence stockés sur l’outil, dans les bases de données terminologiques, dans les suggestions de traduction automatique et dans d’autres sources externes.
Gestion des mémoires de traductionCréation et gestion basique des bases de données pour les unités de traduction en plusieurs langues (pour memoQ, en deux langues), aussi appelées "segments". Ces informations sont souvent échangées au format Translation Memory eXchange (TMX). memoQ permet aussi d’importer des données d’une mémoire de traduction au format DSV.
Gestion de la terminologieStockage et gestion de la terminologie et des méta-informations concernant cette terminologie afin d’aider à la traduction ou à l’assurance qualité. memoQ permet d’importer des données terminologiques aux formats TMX et DSV et de les exporter dans les formats DSV et XML. memoQ inclut aussi un module qui permet une extraction statistique de la terminologie à partir d’un groupe défini : de documents à traduire, de mémoires de traduction et de corpus de référence.
Gestion des informations de référenceAussi appelée « LiveDocs » (marque déposée), cette fonctionnalité est une collection de différents types d’informations, dont notamment : les traductions alignées ; les fichiers bilingues provenant de sources diverses ; les informations de référence monolingues dans de nombreux formats et différents types de fichiers ; ainsi que tout autre type de fichier que l’utilisateur choisit d’enregistrer pour s’en servir en tant que référence. Les types de fichiers non reconnus par memoQ s’ouvrent grâce à des applications externes spécifiques. Une caractéristique des alignements de textes bilingues spécifique à memoQ est l’alignement automatique, qui ne nécessite pas d’être finalisé et transféré dans une mémoire de traduction pour être utilisé comme base comparative pour les nouveaux textes à traduire. De plus, les alignements peuvent être améliorés ou modifiés selon les besoins pendant l’étape de traduction. Dans la pratique, cela demande moins d’effort pour garder une trace des supports de référence.
Assurance qualitéCeci permet de contrôler si le critère de qualité spécifié par l’utilisateur pour le projet en cours est respecté. Des profils peuvent être créés pour se concentrer sur certaines tâches particulières telles que la vérification des balises de formatage ou le respect d’une terminologie précise.
Il existe également d’autres fonctionnalités intégrées dans le logiciel comme des dictionnaires, des listes de termes à ne pas traduire et des règles de correction automatique.

## Formats de document source pris en charge
memoQ 2013 prend en charge de nombreux types de fichiers, dont : divers formats de balisage et de marquage tels que XML, HTML, XLIFF, SDLXLIFF (format d’origine de SDL Trados Studio pour la traduction) ; fichiers OpenDocument ; fichiers de texte brut ; Microsoft Word, Excel, et PowerPoint ; et des formats Adobe tels que PSD, PDF et InDesign.

## Gestion des mémoires de traduction et des glossaires
Le format de mémoire de traduction (MT) de memoQ est un format propriétaire et est composé d’un groupe de fichiers enregistré dans un dossier du même nom que la mémoire de traduction. Des données externes peuvent être importées au format texte délimité et au format TMX, et les données de la mémoire de traduction peuvent être exportées au format TMX. memoQ peut également se servir de mémoires de traduction sur serveur à l’aide de memoQ Server ou, grâce à un plug-in, d’autres mémoires de traduction externes. Les mémoires de traduction de memoQ sont bilingues.
Pendant la traduction, le logiciel compare les segments de traduction avec les unités de traduction stockées dans la mémoire de traduction, et il est possible d’afficher et d’insérer dans le texte traduit les correspondances exactes ou les fuzzy.
Le module de terminologie intégré s’occupe de la gestion des glossaires. L’utilisateur peut importer ceux-ci au format TMX ou au format texte délimité et les exporter au format texte délimité ou MultiTerm XML. Les glossaires peuvent inclure deux langues (ou plus) ou variantes régionales. La recherche de termes correspondants aux entrées du glossaire peut se baser sur différents paramètres comme la prise en compte de la capitalisation, des correspondances partielles (ou les fuzzy) et d’autres facteurs. Le logiciel permet d’indiquer les termes à éviter avec une option de marquage « interdit » (forbidden en anglais) disponible dans les propriétés de chaque entrée de glossaire.

## Intégration de la traduction automatique et de la post-édition
memoQ a intégré la traduction automatique et la post-édition dans son flux de traduction. Lorsque l’utilisateur sélectionne les paramètres désirés et le plug-in servant à la traduction automatique, les unités de traduction générées automatiquement vont s’insérer dans le texte traduit si aucune correspondance n’est trouvée dans une mémoire de traduction active. Le traducteur peut ensuite post-éditer la traduction automatique pour en vérifier le sens et, si nécessaire, la corriger. memoQ inclut actuellement des plug-ins qui prennent en charge les systèmes de traduction automatique suivants : Globalese, iTranslate4.eu, KantanMT, Let's MT!, Systran MT, Google Translate, Microsoft Translator et un moteur de pseudo-traduction. L’interface de programmation d’applications (API) permet d’intégrer d’autres systèmes de traduction automatique.

## Interopérabilité avec d’autres outils de TAO
Les concepteurs de memoQ appliquent une politique plutôt constante d’interopérabilité ou de compatibilité avec d’autres logiciels similaires ou avec des processus mettant en jeu la traduction, via notamment l’implémentation de standards tels que XLIFF et TMX, la gestion de formats propriétaires d’autres outils d’aide à la traduction et la mise en place de formats d’échange gérés aisément par d’autres outils.

### Implémentation de standards
Tout comme d’autres outils de traduction, memoQ implémente de nombreux standards, dont certains officiels, pour partager les fichiers de traduction et les fichiers de référence.
Ces standards incluent : XLIFF, XLIFF:doc et TMX pour les fichiers de traduction ; TMX et texte délimité (qui n’est pas un standard mais un format classique) pour l’import des données d’une mémoire de traduction, TMX pour l’export ; TBX, TMX, XML et texte délimité pour l’import de la terminologie, et enfin XML et texte délimité pour l’export.

### Prise en charge des formats propriétaires
Les formats propriétaires d’autres outils pris en charge, à des degrés divers, par memoQ sont (entre autres) : Star Transit project packages (PXF, PPF), SDL Trados Studio (SDLPPX, SLXLIFF), autres formats Trados (TTX, DOC/RTF bilingues) et Wordfast Pro (TXML). Dans le cas de formats PXF ou PPF, le transfert du fichier de traduction et de la mémoire de traduction fonctionne globalement de manière correcte mais d’autres informations comme la terminologie ou les paramètres du projet peuvent ne pas être transférées. En ce qui concerne les formats de fichier de traduction, il existe également des limitations associées à certains éléments comme les structures des notes de bas de page dans les fichiers DOC/RTF bilingues de Wordfast ou Trados Workbench.
L’export de la terminologie permet aussi la prise en charge d’une configuration du format XML utilisé par SDL MultiTerm.

### Formats d’échange
memoQ prend en charge un certain nombre de formats d’échange bilingues pour la traduction et la révision :
- XLIFF pour travailler sur d’autres outils, avec les extensions propriétaires (facultatif) pour fournir des informations supplémentaires aux utilisateurs du même logiciel ;
- un format « DOC bilingue » compatible avec les anciens formatages de Trados Workbench et Wordfast Classic. Cependant, le risque de corruption de ces fichiers est élevé si l’utilisateur n’observe pas des règles strictes d’utilisation ;
- un format de tableau RTF bilingue, utilisé de différentes manières pour la révision, la traduction ou pour proposer un retour (feedback) en filtrant les commentaires faits par les traducteurs et les réviseurs. Ce format simplifie la tâche de ceux qui ne travaillent pas à l’aide d’outils de TAO car les traductions ou les révisions d’un texte (ou les commentaires) peuvent être effectuées dans tout traitement de texte qui autorise la lecture d’un fichier RTF. Cette approche fut utilisée à l’origine par le logiciel Déjà Vu de la société Atril et a depuis été adoptée de différentes manières par de nombreux autres outils.